# Inge Zankl
Inge Zankl (* 11. Mai 1947 in Wien) ist eine österreichische Politikerin (SPÖ). Sie war von 1991 bis 2010 Abgeordnete zum Wiener Landtag und Gemeinderat.
Inge Zankl engagierte sich bereits während ihrer Schulzeit in der SPÖ und war Mitglied im Verbund Sozialistischer Mittelschüler. Nach der Matura 1965 trat sie in die SPÖ ein und arbeitete in der Bezirkspolitik von Meidling (Sektion 22) mit. Zankl ist zurzeit Sektionsvorsitzende und Vorsitzende der Meidlinger Frauen. Zankl war zwischen 1980 und 1991 Mitglied der Bezirksvertretung und wechselte 1997 als Abgeordnete in den Wiener Landtag und Gemeinderat. Diese Funktion übte sie bis 2010 aus. Zankl war Mitglied im Ausschuss „Kultur und Wissenschaft“ und im Unterausschuss für Verkehrsflächenbenennungen tätig. Ihr politischer Schwerpunkt liegt nach eigenen Angaben im Kulturbereich.
Zankl ist verheiratet und hat zwei Söhne.